# Crepidium flammeum
Crepidium flammeum är en orkidéart som beskrevs av Dariusz Lucjan Szlachetko och Marg.. Crepidium flammeum ingår i släktet Crepidium, och familjen orkidéer.
Artens utbredningsområde är Sumatera. Inga underarter finns listade i Catalogue of Life.